# Sverige i olympiska vinterspelen 1984
Sverige deltog i olympiska vinterspelen 1984. Sveriges trupp bestod av 60 idrottare, 51 män och 9 kvinnor.

## Medaljer

### Guld
- Längdskidåkning
  - 50 km herrar: Thomas Wassberg
  - 15 km herrar: Gunde Svan
  - Stafett herrar: Benny Kohlberg, Jan Ottosson, Gunde Svan & Thomas Wassberg

- Hastighetsåkning på skridskor
  - 5 000 meter: Tomas Gustafson

### Silver
- Hastighetsåkning på skridskor
  - 10 000 meter: Tomas Gustafson

- Längdskidåkning
  - 50 km herrar: Gunde Svan

### Brons
- Ishockey
  - Herrarnas turnering: Per-Erik Eklund - Thom Eklund - Bo Ericson - Håkan Eriksson - Peter Gradin - Mats Hessel - Michael Hjälm - Göran Lindblom - Tommy Mörth - Håkan Nordin - Rolf Ridderwall - Thomas Rundqvist - Tomas Sandström - Håkan Södergren - Michael Thelvén - Mats Thelin - Mats Waltin - Göte Wälitalo - Thomas Åhlén - Jens Öhling
- Längdskidåkning
  - 30 km herrar: Gunde Svan

## Trupp
- Alpin skidåkning
  - Bengt Fjällberg
  - Lars-Göran Halvarsson
  - Niklas Henning
  - Gunnar Neuriesser
  - Jonas Nilsson
  - Stig Strand
  - Jörgen Sundqvist
  - Johan Wallner
- Skidskytte
  - Ronnie Adolfsson
  - Leif Andersson
  - Sven Fahlén
  - Tommy Höglund
  - Roger Westling
- Bob
  - Ulf Åkerblom
  - Carl-Erik Eriksson
  - Tommy Johansson
  - Nils Stefansson
- Längdskidåkning
  - Gunde Svan
  - Thomas Wassberg
  - Benny Kohlberg
  - Jan Ottosson
  - Sven-Erik Danielsson
  - Kristina Hugosson
  - Marie Johansson-Risby
  - Eva-Lena Karlsson
  - Stina Karlsson
  - Karin Lamberg-Skog
  - Anders Larsson
  - Torgny Mogren
  - Ann Rosendahl
- Konståkning
  - Lars Åkesson
  - Catharina Lindgren
- Ishockey
  - Per-Erik Eklund
  - Thom Eklund
  - Bo Ericson
  - Håkan Eriksson
  - Peter Gradin
  - Mats Hessel
  - Michael Hjälm
  - Göran Lindblom
  - Tommy Mörth
  - Håkan Nordin
  - Rolf Ridderwall
  - Thomas Rundqvist
  - Tomas Sandström
  - Håkan Södergren
  - Michael Thelvén
  - Mats Thelin
  - Mats Waltin
  - Göte Wälitalo
  - Thomas Åhlén
  - Jens Öhling
- Rodel
  - Lotta Dahlberg
  - Fredrik Wickman
- Hastighetsåkning på skridskor
  - Tomas Gustafson
  - Claes Bengtsson
  - Annette Carlén-Karlsson
  - Jan-Åke Carlberg
  - Jan Junell
  - Hans Magnusson